# Crvotočinka
Crvotočinka (lat. Lycopodiella), biljni rod paprati, kopnenih trajnica u porodici Lycopodiaceae s dvanaest vrsta i 4 hibrida u holarktiku i tropskoj Americi. U Hrvatskoj raste samo jedna vrsta, to je kritično ugrožena cretna crvotočinka (Lycopodiella inundata).. 
Crvotočinke se ne smiju brkati sa srodnim rodom crvotočina (Lycopodium), koja pripada istoj porodici.

## Opis
Kopnene biljke sa stabljikama diferenciranim u 2 sustava; glavne stabljike (rizomi) podzemne ili puzeće; sustav zračnih grana jednostavan do jako razgranat, raste dorzalno duž glavnih stabljika, s rastom koji završava strobilima. 
Lišće sličnog ili različitog oblika i veličine.
Strobili uspravni do klimajući ili viseći, terminalni na jednostavnim do mnogo razgranatim sustavima grana ili bočni. Sporofili širokojajasti do široko-trokutasti. Sporangiji pričvršćeni za baze sporofila ili aksilarni; spore naborane. Gametofiti zeleni, gomoljasti, odozgo režnjevi, djelomično saprofitni.

## Vrste
1. Lycopodiella alopecuroides (L.) Cranfill
2. Lycopodiella andicola B.Øllg.
3. Lycopodiella appressa (Chapm.) Cranfill
4. Lycopodiella duseniana (B.Øllg. & P.G.Windisch) B.Øllg.
5. Lycopodiella geometra B.Øllg. & P.G.Windisch
6. Lycopodiella inundata (L.) Holub
7. Lycopodiella longipes (Hook. & Grev.) Holub
8. Lycopodiella margueritae J.G.Bruce, W.H.Wagner & Beitel
9. Lycopodiella matthewsii (Hook.) Holub
10. Lycopodiella prostrata (R.M.Harper) Cranfill
11. Lycopodiella subappressa J.G.Bruce, W.H.Wagner & Beitel
12. Lycopodiella tupiana (B.Øllg. & P.G.Windisch) B.Øllg.</small

## Vanjske poveznice
- GBIF, Lycopodiella Holub
- Kew, Lycopodiella Holub